# فرانك مكومب
فرانك مكومب (بالإنجليزية: Frank McComb)‏ هو عازف جاز أمريكي، ولد في 15 يوليو 1970.

## وصلات خارجية
- الموقع الرسمي
- فرانك مكومب على موقع ميوزك برينز (الإنجليزية)
- فرانك مكومب على موقع ديسكوغز (الإنجليزية)